# Peixe-porco-coreano
O peixe-porco-coreano (Thamnaconus modestus), é uma espécie de peixe-porco nativo das águas subtropicais e temperadas do norte do Oceano Pacífico. Preferem viver próximos de paredões rochosos em águas profundas e frequentemente são encontrados em cardume. É uma espécie onívora, se alimentando de crustáceos e águas-vivas, principalmente da espécie Nemopilema nomurai, conhecida popularmente como água-viva-de-Nomura.
O peixe-porco-coreano pode ser encontrado dês de Hokkaido, no Japão para o Mar Amarelo e Mar de Bohai, para a costa da Coréia do Sul e Hong Kong. Eventualmente pode ser encontrado na região tropical do sul do arquipélago japonês, nas Ilhas Ryukyu e Okinawa. Erroneamente a espécie é considerada nativa da Malásia, mas é considerado como apenas um erro de dados, pois existem outras espécies de peixe-porco do gênero Thamnaconus na região, além de também o peixe-porco-coreano preferir águas frias do que quentes.